# 30438 Yongikbyun
30438 Yongikbyun è un asteroide della fascia principale. Scoperto nel 2000, presenta un'orbita caratterizzata da un semiasse maggiore pari a 2,804608 UA e da un'eccentricità di 0,155993, inclinata di 10,556449° rispetto all'eclittica. Ha un diametro di 5,250 km.